# Győry Ferenc (főispán, 1774–1839)
Gróf radványi Győry Ferenc (?, 1774 – Nagyperkáta, 1839. április 23.) nagybirtokos főnemes, Tolna, majd Bács-Bodrog vármegye főispánja.

## Élete
A neves radványi Győry családba született. 16 évesen elvesztette apját, az idősebb Ferencet, egyedüli fiúörökösként pedig a hatalmas családi vagyon felett rendelkezett. Az a szóbeszéd járta, hogy Perkáta tradicionálisan szerb lakossága Győry idejében lett magyar többségű. A gróf úr a magyarság terjesztésében nem riadt vissza az áldozatoktól.
1821-ben lett Tolna vármegye főispánja, ahol vezetése alatt a vármegye nem volt minden ellentéttől mentes. Alig foglalta el pozícióját Győry, a vármegye már Csapó Dániel alispán indítványára erélyes hangvételű feliratot küldött a királynak, hogy a vármegye mentesülhessen a hadsereg számára további újoncok küldése alól, melyről egyébként királyi rendelet és nem törvény rendelkezett. E feliratra válasz nem érkezett, így az 1822. december 22-ei közgyűlésen Győry a korábbi királyi rendeleteknek való engedelmességre szólított fel. A heves viták után a vármegye végül beleegyezett a kért újoncok küldésébe, de csak azzal a feltétellel, hogy a jövőben csak a törvényben előírtakat fogják követni, ezen túlmenően mindennemű rendeletet figyelmen kívül hagynak. Habár hivatalos reakció erre sem érkezett, Tolnát a továbbiakban nem kérték hasonlókra.
1824 legvégétől Győryt már Bács-Bodrog vármegye főispáni székében találjuk. Hivatalos beiktatása májusban, hagyományos keretek között, nagy pompával zajlott. A formaságok után az új főispán a vármegye legfőbb kívánságát, hogy a 14 éve magára várató tisztújítást kitűzze, azonnal teljesítette, amire még abban az évben, szeptember hónapban sor is került. Erre az időszakra esett a magyar nyelv kötelezővé tétele a közigazgatásban. A vármegye jelentős németajkú, szerb és horvát lakossága ellenére a közgyűlés egyhangú egyetértésével 1832-ben a magyar lett a közigazgatás, a törvénykezés és a tanítás nyelve is, sőt, ez a helyi földesurakat is arra kényszerítette, hogy minden ügyes-bajos dolgukat magyarul intézzék. Több hazafias város mellett Baja városa már 1822 óta önkényesen magyarul vezette a jegyzőkönyveket, holott ezt egy szabályozás csak 1826-tól engedte meg.
A közigazgatásbeli szerepe mellett Győry a saját birtokain élőkről is gondoskodott. 1830-ban amikor Perkátán járvány ütötte fel a fejét, Győry még Bécsből is rendszeresen lejárt a faluba, hogy jobbágyain segítsen. Ugyancsak a gróf érdeme Perkáta rendezett utcaképének kialakítása. Egy 1818-ban készült térképen még tisztán látszik, hogy a falu házai szétszórtan, rendezetlenül feküdtek, de Győry házhelyeket jelölt ki, hogy a ma is látható utcaképet elérjék.

### Családja
1806. április 24-én feleségül vette gróf Zichy Teréz (1777–1821) csillagkeresztes hölgyet, két gyermekük született:
- László (1807–1882); neje: Maria Agnes von Lichnowsky grófnő (1815–1845)
- Teréz (1810–?); férje: Franz von Boos-Waldeck gróf